# Ernest Edgar Davies
Ernest Edgar Davies (ur. 16 marca 1890, zm. 1969) – as lotnictwa australijskiego Royal Australian Air Force z 7 potwierdzonymi  zwycięstwami w I wojnie światowej.
Ernest Edgar Davies urodził się w Kerang, Wiktoria w Australii. Zaciągnął się do Armii Australijskiej 10 listopada 1915 roku.
Po służbie w Australian Light Horse, został przyjęty do Royal Australian Air Force do jednostki No. 2 Squadron RAAF na początku 1918 roku.
Latał na samolocie Royal Aircraft Factory B.E.2 i walczył na froncie zachodnim jako pilot. Pierwsze zwycięstwo powietrzne odniósł 27 sierpnia 1918 roku nad  niemieckim samolotem Fokker D.VII.
Rano 8 listopada 1918 roku odniósł swoje piąte zwycięstwo powietrzne uzyskując tytuł asa. Tego samego dnia po południu  zestrzelił jeszcze dwa niemieckie samoloty Fokker D.VII. Na początku 1919 roku powrócił do Australii. Przeszedł do rezerwy 6 maja 1919 roku.